# Pandean (Dongko)
Pandean is een bestuurslaag in het regentschap Trenggalek van de provincie Oost-Java, Indonesië. Pandean telt 6658 inwoners (volkstelling 2010).